# 李之華
李之華（1608年6月22日—？年），號果山，四川重慶府巴縣人，明朝政治人物。習《易經》。

## 生平
崇禎三年庚午科四川鄉試中式舉人，崇禎十年丁丑科會試中式進士。都察院觀政，十一年授山陽知縣，十二年調威縣，十三年考察。十五年降调，十六年任河间府推官。

## 家族
曾祖李文欽，祖李應甲〔庠生〕，父李友桂〔庠生〕。